# Pio... In concerto
Pio... In concerto è un album del cantante Pio pubblicato nel 1998 dalla D.V. More Record.

## Tracce
1. Storia d'amore (Adriano Celentano, Luciano Beretta, Miki Del Prete)
2. Pregherò (Don Backy, Ricky Gianco, Detto Mariano)
3. Azzurro (Paolo Conte, Vito Pallavicini)
4. Grazie, prego, scusi... (Mogol, Pino Massara, M. Del Prete)
5. Dolce rompi (Giancarlo Bigazzi, Oscar Prudente, Giuseppe Albini)
6. È inutile davvero (Gino Santercole, M. Del Prete, Mogol)
7. What a wonderful world (George David Weiss, George Douglas)
8. Si è spento il sole (Ezio Leoni, A. Celentano, L. Beretta, M. Del Prete)
9. Una carezza in un pugno (G. Santercole, L. Beretta, M. Del Prete)
10. Nevicava a Roma (Roberto Negri, P. Verdecchia, L. Beretta, M. Del Prete)
11. Are you lonesome to night? (L. Handman, R. Turk)